# Штейнберг, Михаил Карлович
Михаи́л Ка́рлович Ште́йнберг (2 [14] июня 1867, Слободской, Вятская губерния — неизвестно) — российский композитор-любитель, поэт и аранжировщик, автор музыки и стихов более трёх сотен популярных песен и «цыганских» романсов начала XX века, самыми известными из которых стали «Гай-да тройка! Снег пушистый…», «Колокольчики, бубенчики» и «Вот что наделали песни твои!». Песни Штейнберга исполняли десятки вокалистов, среди которых, прежде всего, можно назвать Надежду Плевицкую, Анастасию Вяльцеву, Нину Дулькевич, Юрия Морфесси, Александра Давыдова, Михаила Вавича и многих других. С первых лет XX века выходили десятки грампластинок с романсами Штейнберга, прежде всего, в интерпретации Раисы Раисовой и Натальи Тамары. Некоторые песни Михаила Штейнберга (в частности, перечисленные выше) до сих пор популярны у публики и пользуются спросом у современных эстрадных и романсовых исполнителей.
Вместе с тем, этот автор сегодня почти не известен. Его имя странным образом отсутствует в музыкальных и даже эстрадных энциклопедиях, его биография сплошь состоит из белых пятен, а романсы зачастую ошибочно приписываются его однофамильцу и более молодому современнику, по стечению обстоятельств, академическому композитору и педагогу с похожими инициалами М. О. Штейнбергу.:132

## Краткая биография
Михаил Штейнберг родился 2 июня 1867 года (по старому стилю) в семье отставного офицера Карла Штейнберга, выходца из остзейских немцев, управляющего имениями и чиновника городской управы. В семье свободно разговаривали на двух языках: немецком и русском. Отец был православного вероисповедания и имел личное (ненаследуемое) дворянство, так что Михаил Штейнберг всю жизнь числился как «сын дворянина» (хотя сам дворянства не имел). Первые шесть лет детства прошли в кругу семьи и по месту рождения, в городе Слободской (Вятской губернии). В ранние годы гувернантка учила мальчика музыке и пению.
Шести лет от роду Михаила отправили в Царскосельскую Николаевскую гимназию, где он прожил и проучился тринадцать лет. Поведение имел «очень хорошее», исправность и прилежание в обучении удовлетворительную (по всем предметам «тройки», кроме русской словесности и Закона Божия). Ещё в гимназические годы Михаил Штейнберг прослыл записным школьным «музыкантом» или местным тапёром-аккомпаниатором. Неизменно играл на танцах и публичных приёмах и никогда не отказывал, если его просили поиграть польки, вальсы или мазурки по любому случаю. Именно в это время образовалась и его репутация, и связи, которые помогли ему в дальнейшей карьере композитора романсов. Регулярно сочинять музыку Михаил Штейнберг начал с двенадцати лет (сначала танцевальную — для фортепиано, а затем песни и романсы).

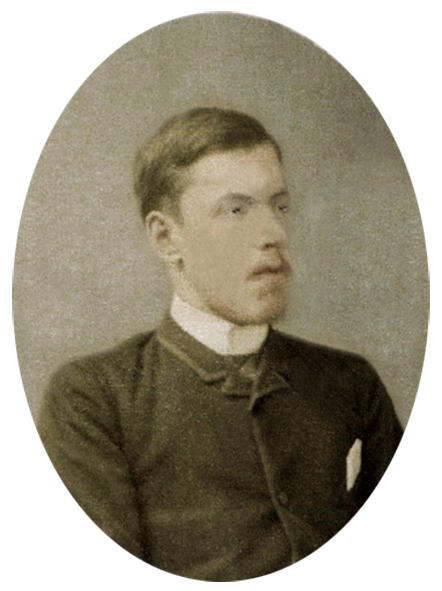
М. К. Штейнберг — гимназист,
начало 1890-х гг.

Закончив гимназию в 1888 году, Михаил Штейнберг поступил студентом на факультет восточных языков Петербургского университета. Без особого рвения проучившись год, в октябре 1889 по настоянию отца перевёлся на юридический факультет. Но и там не отметился особыми успехами, посвящая основное время развлечениям, а также музицированию и сочинению. Среди интересов Михаила Штейнберга всё большее место занимала «цыганская» музыка и вся эта, отчасти, ресторанная среда, в которую он вошёл очень быстро и органично, благодаря ещё царскосельским связям и знакомствам. В скором времени его романсы стали исполнять лучшие «цыганские» певицы того времени. Первой из столичных «звёзд» стала молодая опереточная артистка Раиса Раисова (настоящая фамилия Магазинер), которой Михаил Штейнберг иногда аккомпанировал в концертах. Начиная с середины 1890-х годов ноты с его «жестокими» песнями и романсами стали публиковать издательства «Давингоф», «Нева» и другие, специализировавшиеся на популярных жанрах. В 1902 году вышла первая грампластинка в исполнении Раисы Раисовой, имевшая большой успех (в том числе коммерческий) и распроданная десятитысячными тиражами.
После 1904—1905 года популярность Штейнберга достигла своей высшей точки, его цыганские романсы и песни стали исполнять крупнейшие звёзды российского романса: Плевицкая, Вяльцева, Эмская, Юровская, Давыдов, Морфесси. Едва поспевая друг за другом, на разных звукозаписывающих фирмах выходили грампластинки. В 1907 году Надежда Плевицкая записала первый диск со штейнберговским прима-шлягером «Гай-да тройка» Полный тираж был распродан за три месяца. Спустя пару лет она же пела полюбившийся штейнберговский романс при дворе: перед императором, его семьёй и приближёнными.
В 1908 году «Гай-да тройку» выпустили на грампластинках сразу четыре столичные фирмы, все — в разном исполнении: Раиса Раисова, Мария Эмская, Александр Давыдов и русский народный хор Варшавского. И наконец, в следующем 1909 году эта «цыганская песня» появилась в исполнении Анастасии Вяльцевой. Певица очень любила этот романс (исполняла его с 1906 года), считала одним из лучших в своём репертуаре и исполняла, слегка изменив, даже, можно сказать, улучшив текст (второго куплета). Почти такой же популярностью пользовались знаменитые «Колокольчики, бубенчики…» на текст Петрова-Скитальца (в сокращённом варианте стихотворения), трудно было найти певицу (или певца), у которого в репертуаре не было этой песни, а выпущенные пластинки в разных артистических интерпретациях можно было насчитать более десятка.

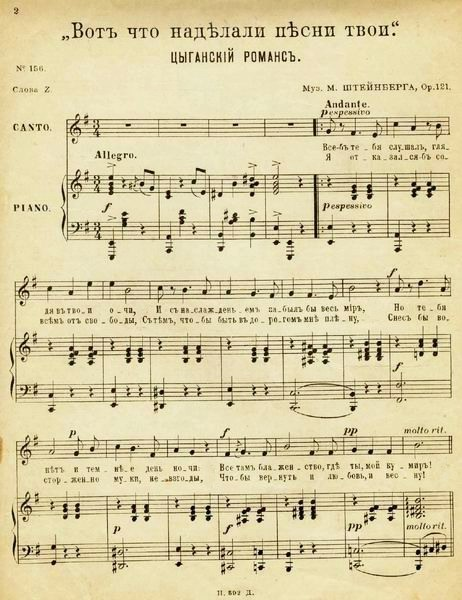
М. К. Штейнберг «Вот что наделали песни твои!»

Михаил Штейнберг не только публиковал романсы собственного сочинения, но также охотно работал в музыкальных издательствах в качестве аранжировщика чужих произведений, перекладывая для фортепиано (и голоса) романсы композиторов-любителей (включая знаменитый «Не уходи, побудь со мною» Николая Зубова, на тему которого он также сочинил фортепианный вальс), а также гимны иностранных государств и народные песни. Также не раз был замечен в сочинении песен и мелодекламаций патриотического и верноподданнического характера. Впрочем, для популярных композиторов в начале XX века это было обычной практикой.
В конце 1900-х годов композитор Михаил Штейнберг переехал из столицы в Москву.
Стиль музыки Штейнберга вполне вписывался в рамки жестокого ресторанного (цыганского) романса. Как правило, он сам сочинял не только музыку, но и текст, отличавшийся таким же стилем (и вкусом). Учитывая громадную популярность некоторых песен и романсов, Штейнберга регулярно критиковали за дурной вкус, а также сочиняли на него многочисленные «пародии» или «романсы-ответы». Один только «король эксцентрики» Михаил Савояров отметился, как минимум, пятью «жестокими» пародиями собственного сочинения, самой популярной из которых стала его брутально-грубая песенка «Вот что наделали песни твои!», а также несколько иронических эпиграмм и даже небольшая поэма «Три Михаила». Также была известна комическая пародия Дмитрия Богемского «Гай-да, тройка на резине!» — в отличие от савояровской (где была «пересочинена» и музыка), представлявшая собой пародийный текст на неизменный вариант песни Штейнберга. Эти комические куплеты имели устойчивый успех в исполнении как автора, так и его жены, Марии Эмской. Сам Дмитрий Богемский издал ноты и пластинку со своей пародией.
Во время событий 1917 года Михаилу Штейнбергу исполнилось пятьдесят лет. Начиная с этого момента следы его теряются и сведений о дальнейшей судьбе нет.
В годы сталинской «культурной революции» романсы Штейнберга были осуждены и запрещены как образчик махровой пошлости — вместе со всем прочим «мещанским наследием прошлого». Однако в более поздний советский период (оттепели или застоя) и, тем более, после 1991 года самые известные и яркие романсы Михаила Штейнберга снова вошли в репертуар широкого круга эстрадных и романсовых исполнителей.

## Наиболее известные сочинения Михаила Штейнберга

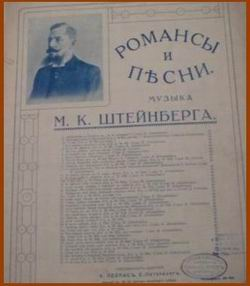
Романсы М. К. Штейнберга (обложка нот)

- «Ах! Май, светлый май» (Букет) — цыганский романс для голоса и фортепиано (слова и музыка М. Штейнберга) оp. 183
- «Ах, так бы без конца!» — песенка-шутка для голоса и фортепиано (слова и музыка М. Штейнберга) оp. 129
- «Берегись, не обожгись…» — цыганский романс для голоса и фортепиано (слова и музыка М. Штейнберга) оp. 181
- «В любви забвенье…» — цыганский романс для голоса и фортепиано (слова и музыка М. Штейнберга) оp. 147
- «Вот что наделали песни твои!» — цыганский романс для голоса и фортепиано (музыка М. Штейнберга, слова Z.) оp. 121
- «Вчера вас видела во сне» — цыганский романс для голоса и фортепиано (слова и музыка М. Штейнберга)
- «Гай-да тройка! Снег пушистый…» — цыганский романс для голоса и фортепиано (слова и музыка М. Штейнберга) оp. 137
- «Где цыгане поют…» — цыганский романс для голоса и фортепиано (слова и музыка М. Штейнберга) оp. 141
- «Грёзы счастия, грёзы радости…» — цыганский романс для голоса и фортепиано (слова и музыка М. Штейнберга) оp. 113
- «Догорает луч последний любви…» — романс для голоса и фортепиано (слова и музыка М. Штейнберга) оp. 117
- «За миг свиданья…» — цыганский романс для голоса и фортепиано (слова и музыка М. Штейнберга) оp. 36

- «И буду тебя я ласкать» — цыганская серенада для голоса и фортепиано (слова и музыка М. Штейнберга) оp. 96
- «Колокольчики, бубенчики…» — песня для голоса и фортепиано (слова Петрова-Скитальца, музыка М. Штейнберга) оp. 164
- «Лети, лети, мечта любви…» — цыганский романс для голоса и фортепиано (слова и музыка М. Штейнберга) оp. 182

- «Любишь, любишь..» — песенка для голоса и фортепиано (слова и музыка М. Штейнберга) оp. 184
- «Любовь идёт сама!..» — цыганский романс для голоса и фортепиано (слова и музыка М. Штейнберга) оp. 161

- «Манджурские сопки…» — вальс для фортепиано в две руки (музыка М. Штейнберга) оp. 166
- «Мой чудный сон…» — романс для голоса и фортепиано (слова и музыка М. Штейнберга) оp. 167
- «Не покидай, целуй, ласкай!» — цыганский романс для голоса и фортепиано (слова и музыка М. Штейнберга) оp. 145
- «Не рассуждай!» — цыганский романс для голоса и фортепиано (слова и музыка М. Штейнберга) оp. 149
- «Новые колокольчики, бубенчики» — для голоса и фортепиано (слова и музыка М. Штейнберга) оp. 164
- «Последнее прости…» — цыганский романс для голоса и фортепиано (слова и музыка М. Штейнберга) оp. 52
- «Приветственный марш первоизбранникам Российской Государственной Думы» для фортепиано с надписанным текстом (слова и музыка М. Штейнберга) оp. 139
- «Слава» — для смешанного хора и фортепиано (слова и музыка М. Штейнберга) оp. 192
- «Тайком, тайком…» — цыганский романс для голоса и фортепиано (слова и музыка М.Штейнберга) оp. 178

- «Туманно, туманно…» — цыганский романс для голоса и фортепиано (слова и музыка М. Штейнберга) оp. 131
- «Ты мой, я твоя…» — песня для голоса и фортепиано (слова и музыка М. Штейнберга) оp. 163
- «Ты чаруешь меня…» — цыганский романс для голоса и фортепиано (слова и музыка М. Штейнберга) оp. 165
- «Я жду твоей любви…» — цыганский романс для голоса и фортепиано (слова и музыка М. Штейнберга)
- «Я жить хочу, любить хочу!..» — романс для голоса и фортепиано (слова и музыка М. Штейнберга) оp. 152
- «Я не скажу вам ничего…» — романс для голоса и фортепиано (слова и музыка М. Штейнберга) оp. 115